# Сиагонины
Сиагонины (лат. Siagoninae) — подсемейство жесткокрылых из семейства жужелиц.

## Биология
Обитают во влажных местообитаниях с гниющей растительностью или под корой. Встречаются также в илу и в трещинах усыхания почвы. Представители рода Luperca были найдены в термитниках. Виды Siagona питаются муравьями.

## Систематика
Включает 83 вида в 3 родах:
- Enceladini G.Horn, 1881
  - Enceladus Bonelli, 1813
- Siagonini Bonelli, 1813
  - Luperca Castelnau, 1840
  - Siagona Latreille, 1804

## Распространение
Встречаются на севере Южной Америки (Enceladus), Африке и Евразии